# جود سونسوپ بل
جود سونسوپ بل (انگلیسی: Jude Soonsup-Bell؛ زادهٔ ۱۰ ژانویهٔ ۲۰۰۴) بازیکن فوتبال است.
وی همچنین در تیم‌های ملی فوتبال زیر ۱۶ سال انگلستان، زیر ۱۶ سال انگلستان، زیر ۱۸ سال انگلستان، و زیر ۱۹ سال انگلستان بازی کرده‌است.

## تیم ملی
سونسوپ بل که واجد شرایط حضور در تیم ملی فوتبال انگلیس و تیم ملی فوتبال تایلند است، برای انگلیس در سطوح زیر ۱۵، زیر ۱۶، زیر ۱۸ و زیر ۱۹ سال بازی کرده‌است. او پس از جیدون سانچو، با شش گل در هفت بازی، دومین گلزن برتر زیر ۱۵ سال انگلیس است.